# Comeblack
| Recensione | Giudizio |
| ---------- | -------- |
| AllMusic   |          |

Comeblack è una compilation della band hard rock/heavy metal tedesca Scorpions.

## Il disco
Quest'album è composto a metà dai loro pezzi classici ri-registrati e metà di cover delle più famose canzoni degli anni sessanta e primi anni settanta.
Annunciato il 3 ottobre 2011, con una data prevista di pubblicazione mondiale al 4 novembre ed un'altra statunitense al 24 gennaio 2012, Comeblack viene pubblicato in streaming dalla società AOL Music il 23 gennaio 2012.
L'album riporta l'etichetta della Sony Music Germany ed è disponibile sia su cd sia su vinile.
Durante la prima settimana di vendita su mercato statunitense, Comeblack registra 5 000 copie vendute debuttando alla 90ª posizione sulle classifiche Billboard 200.

## Tracce
1. Rhythm of Love – 3:39
2. No One Like You – 4:06
3. The Zoo – 5:38
4. Rock You Like a Hurricane – 4:15
5. Black Out – 3:48
6. Wind Of Change – 5:08
7. Still Loving You – 6:43
8. Tainted Love (Gloria Jones cover) – 3:28
9. Children of The Revolution (T. Rex cover) – 3:33
10. Across The Universe (The Beatles cover) – 3:17
11. Tin Soldier (Small Faces cover) – 3:15
12. All Day and All of the Night (The Kinks cover) – 3:16
13. Ruby Tuesday (The Rolling Stones cover) – 3:55

Tracce bonus
1. Big City Nights - 3:53
2. Still Loving You (Je t'aime encore) (with Amandine Bourgeois) - 6:43
3. Shapes of Things (The Yardbirds cover) - 3:20

## Formazione
- Klaus Meine – voce principale
- Matthias Jabs – chitarra solista, cori
- Rudolf Schenker – chitarra ritmica, cori
- Paweł Mąciwoda – basso, cori
- James Kottak – batteria, cori
- Amandine Bourgeois – voce in Je t'aime encore